# Hemisferio cerebral
Se llama hemisferio cerebral a cada una de las dos estructuras que constituyen la parte más grande del encéfalo. Son inversos el uno del otro, pero no inversamente simétricos: son asimétricos, como los dos lados de la cara del individuo. Una cisura sagital profunda en la línea media (la cisura interhemisférica o longitudinal cerebral) los divide en hemisferio derecho y hemisferio izquierdo. Esta cisura contiene un pliegue de la duramadre y las arterias cerebrales anteriores. En lo más hondo de la cisura, el cuerpo calloso (una comisura formada por un conglomerado de fibras nerviosas blancas), conecta ambos hemisferios cruzando la línea media y transfiriendo información de un lado al otro.

## Vías
La sustancia blanca de los hemisferios cerebrales, se encuentra debajo de la corteza y está formada por axones mielinizados. Las fibras nerviosas que forman la sustancia blanca del hemisferio cerebral se clasifican como:
1. Fibras comisurales, conectan y transmiten los impulsos nerviosos desde un hemisferio al otro; cruzan la línea media, formando una gruesa y compacta estructura (cuerpo calloso).
2. Fibras de asociación, operan en las circunvoluciones de un mismo hemisferio: comunican neuronas de una parte de la corteza de un hemisferio con las de otra parte del mismo hemisferio.
3. Fibras de proyección, transmiten los impulsos desde el cerebro hacia la médula espinal (y viceversa); parten de la corteza a centros inferiores; parten de casi todas las zonas de la corteza y convergen hacia la cápsula interna. Esta lámina de sustancia blanca separa a los núcleos basales del tálamo.

## Funciones
Las diferencias funcionales entre hemisferios son mínimas y solo en algunas pocas áreas se han podido encontrar diferencias en cuanto al funcionamiento y éstas no están en todas las personas. La parte de la diferencia de competencias entre los dos hemisferios cerebrales parece ser exclusiva del ser humano. Se ha dicho que nuestros cerebros se han especializado de este modo, porque el lenguaje y la lógica necesitan procesos de pensamiento más ordenados y sofisticados que los que necesita, por ejemplo, la orientación espacial.
Las dos mitades del cerebro son complementarias, en la mayoría de los adultos, los centros del habla están situados en el lado izquierdo. No obstante, alrededor de un 15 % de los zurdos y un 2 % de los que usan preferentemente la mano derecha, tienen centros del habla en ambas partes del cerebro.
Algunos zurdos desarrollan el habla en el hemisferio izquierdo únicamente; menos de la mitad la tienen en la parte derecha. Aun cuando el lado derecho del cerebro controla principalmente el lado izquierdo del cuerpo, y el lado izquierdo del cerebro controla, en gran parte, el lado derecho del cuerpo, el hecho de ser ambidiestro indica que las dos mitades del cerebro no han llegado a estar tan completamente especializadas como lo están en los individuos diestros.
En los niños de corta edad, cada lado del cerebro tiene el potencial de la facultad del habla y del lenguaje. Una lesión en el lado izquierdo en los primeros años de vida, produce como resultado el desarrollo de la facultad del lenguaje en el lado derecho del cerebro. El dominio del habla y probablemente también de otras facultades se establece firmemente en uno de los hemisferios hacia los diez años de edad y no puede transmitirse al otro posteriormente.
El cerebro procesa la información sensorial, controla y coordina el movimiento, el comportamiento y las funciones corporales homeostáticas, como los latidos del corazón, la presión sanguínea, el balance de fluidos y temperatura corporal.
El cerebro es responsable de la cognición, las emociones, la creatividad, la memoria y el aprendizaje.
La capacidad de procesamiento y almacenamiento de un cerebro humano estándar supera aun a los mejores computadoras hoy en día.
Hasta no hace muchos años, se pensaba que el cerebro tenía zonas exclusivas de funcionamiento hasta que por medio de imagenología se pudo determinar que cuando se realiza una función, el cerebro actúa de manera semejante a una orquesta sinfónica interactuando varias áreas entre sí. Además se pudo establecer que cuando un área cerebral no especializada, es dañada, otra área puede realizar un reemplazo parcial de sus funciones.
Hay muchas teorías sobre cómo cada hemisferio afecta a cómo piensa una persona. Una divide a los pensadores en dos campos: simultáneos visuales y secuenciales lineales.
De acuerdo con esta hipótesis, la mayoría de las personas diestras (que usan más su hemisferio izquierdo) procesan la información de manera secuencial lineal en el que un esquema debe completar su procesamiento antes de que se pueda comenzar con el siguiente.
En cambio, dice la hipótesis, los individuos cuyo hemisferio derecho es dominante, procesan la información con simultaneidad visual, modo en el que varios esquemas se procesan simultáneamente.
- Un ejemplo para entenderlo es imaginar que hay mil palomitas de maíz, una de las cuales está coloreada de rosa. Un individuo secuencial lineal mirará una por una las piezas hasta encontrar la coloreada de rosa, mientras que un individuo simultaneidad visual extenderá todas, mirará visualmente al conjunto de palomitas y verá que una es rosa.

Un efecto lateral de estos modos de procesar la información es que los individuos de lateralidad cerebral izquierda necesitan completar una tarea antes de empezar la siguiente. A los individuos de lateralidad cerebral derecha, en contraste, les conforta cruzar varias tareas, para lo que tienen mayor habilidad. Esto les hace aparecer a la mayoría, lateral cerebral izquierda, como si no terminasen nada. Alternativamente, los individuos de simultaneidad visual tienen una excelente habilidad multitarea, lo que quizá esté en el origen de las anécdotas que sugieren que son más creativos.
La mayoría de las personas procesan la información usando el análisis, que es el método de resolver un problema descomponiéndolo en piezas y analizando estas una por una. En contraste, los individuos de simultaneidad visual procesan la información usando «síntesis», en donde se resuelve un problema como un todo, intentando usar un método de relaciones para resolver el problema.
Finalmente, no es un todo o nada. El estilo de procesamiento opera como un continuo donde en algunos momentos y para algunas tareas las personas son más visualmente simultáneas pero para otras son más lineales secuenciales, y esto puede ir cambiando a través del tiempo según el estado anímico y la adaptación del individuo.
Esto puede explicarse mejor con la informática. Un procesador de computadora solo puede procesar una pieza de información por vez, independientemente de cuántas tareas esté realizando. Pero una computadora con varios procesadores haciendo lo mismo a la misma velocidad es más rápido, lo que representa el caso del individuo con dominancia por el hemisferio lateral derecho.

### Hemisferio izquierdo
El hemisferio izquierdo es la parte motriz capaz de reconocer grupos de letras formando palabras, y grupos de palabras formando frases, tanto en lo que se refiere al habla, la escritura, el sistema de numeración, las matemáticas y la lógica, como a las facultades necesarias para transformar un conjunto de informaciones en palabras, gestos y pensamientos. John Hughlings Jackson, neurólogo británico, ya en 1878 describió el hemisferio izquierdo como el centro de la facultad de expresión. Dependiendo de su severidad, una embolia que afecte a esta estructura puede producir pérdidas funcionales, pérdida funcional del habla y afectar destrezas motoras en el lado derecho del cuerpo.
Según la teoría psicolingüística el proceso de construcción de una frase está regido por un cierto número de ideas relacionadas entre sí, pero el mecanismo que permite a la mente agrupar palabras para formar frases gramaticales no está totalmente descifrado. El hemisferio almacena conceptos que luego traduce a palabras (amor, amour, amore, love, liebe) mejor que una memoria textual. El cerebro comprende las ideas, los conceptos y los almacena en un lenguaje no verbal, que luego traduce a un lenguaje o idioma aprendido por el individuo mediante la cultura.
Los tests de inteligencia que investigan el vocabulario, la comprensión verbal, la memoria y el cálculo aritmético mental, detectan el origen de la actividad en el hemisferio izquierdo.
El hemisferio izquierdo se especializa en el lenguaje articulado, control motor del aparato fonoarticulador, manejo de información lógica, pensamiento proporcional, procesamiento de información en series de uno en uno, manejo de información matemática, memoria verbal, aspectos lógicos gramaticales del lenguaje, organización de la sintaxis, discriminación fonética, atención focalizada, control del tiempo, planificación, ejecución , toma de decisiones y memoria a largo plazo.
Los test de inteligencia miden sobre todo la actividad de este hemisferio. Muchas de las actividades atribuidas al consciente le son propias. Gobierna principalmente la parte derecha del cuerpo. Procesa la información usando el análisis, que es el método de resolver un problema descomponiéndolo en piezas y examinando estas una por una.

### Hemisferio derecho
El hemisferio derecho gobierna tantas funciones especializadas como el hemisferio izquierdo. Su forma de elaborar y procesar la información es distinta del hemisferio izquierdo. No utiliza los mecanismos convencionales para el análisis de los pensamientos que utiliza el hemisferio izquierdo. Es un hemisferio integrador, dentro de las facultades viso-espaciales no verbales, especializado en sensaciones, sentimientos, prosodia y habilidades especiales como las visuales y sonoras, por ejemplo las habilidades artísticas y musicales.
Concibe las situaciones y las estrategias del pensamiento de una forma total. Integra varios tipos de información (sonidos, imágenes, olores, sensaciones) y los transmite como un todo. El método de elaboración utilizado por el hemisferio derecho se ajusta al tipo de respuesta inmediata que se requiere en los procesos visuales y de orientación espacial. El lóbulo frontal derecho y el lóbulo temporal derecho parecen los encargados de ejercer las actividades especializadas no verbales del hemisferio derecho. Esto se corresponde, en muchos aspectos, con las funciones de control del habla que ejercen el lóbulo frontal y el lóbulo temporal del hemisferio izquierdo. Los otros dos lóbulos del hemisferio derecho, el parietal y el lóbulo occipital, tienen al parecer menos funciones.
Sin embargo, como resultado del estudio de pacientes con el cerebro dividido (seccionado), o con pacientes que padecen lesiones en el hemisferio izquierdo, se ha detectado un pequeño grado de comprensión verbal en el lóbulo parietal derecho, que tiene la capacidad de comprender una selección de nombres y verbos simples. Y recíprocamente, el lóbulo parietal izquierdo parece que tiene ciertas funciones espaciales limitadas. Por lo tanto, aunque el hemisferio derecho está, sin duda, especializado, en las funciones no verbales, concretamente en las viso-espaciales, no resulta fácil discernir las diferencias entre los dos hemisferios.
El hemisferio derecho está considerado, como el receptor e identificador de la orientación espacial, el responsable de nuestra percepción del mundo en términos de color, forma y lugar.
John Huglings Jackson informó que un paciente con un tumor en el lado derecho del cerebro no reconocía objetos, lugares ni personas. Utilizando sus facultades somos capaces de situarnos y orientarnos; podemos saber en qué calle estamos caminando mirando simplemente la arquitectura de los edificios que hay a uno y otro lado de ella, esto es, la forma y aspecto de las fachadas, de los tejados y de las puertas de entrada. Si vamos caminando por la calle y reconocemos un rostro, la identificación de dicho rostro también corre a cargo de la memoria visual del hemisferio derecho. El nombre que corresponde a la persona que posee dicho rostro conocido lo proporciona, en cambio el hemisferio izquierdo.
Muchas de las actividades atribuidas al inconsciente le son propias. Procesa la información mayoritariamente usando el método de síntesis, componiendo o formando la información a partir de sus elementos, a un conjunto.
Controla, además, el lado izquierdo del cuerpo humano. En este caso, una embolia puede producir pérdida funcional o afectar las destrezas motoras del lado izquierdo del cuerpo. También puede causar alteración de la atención normal a la parte izquierda del cuerpo y sus alrededores aun con el otro.